# 6 mai 1912
Le lundi 6 mai 1912 est le 127e jour de l'année 1912.

## Naissances
- Bill Quinn (mort le 29 avril 1994), acteur américain
- Ellen Müller-Preis (morte le 18 novembre 2007), escrimeuse autrichienne
- Georges Herment (mort le 15 novembre 1969), poète et romancier français
- Jean Marion (mort le 24 mars 1967), compositeur de musique de film, chef d'orchestre de variétés
- Mwambutsa IV (mort le 26 avril 1977), roi du Burundi
- Paul Fitts (mort en 1965), psychologue américain

## Décès
- Lie Kim Hok (né le 1er novembre 1853), professeur et écrivain indonésien